# 世界津波の日
世界津波の日（せかいつなみのひ、英語：World Tsunami Awareness Day）とは、2015年12月に国連総会で制定された国際デーである。日本では東日本大震災の教訓を生かし、2011年6月から、「津波対策の推進に関する法律」として、「津波防災の日」が制定されている。

## 概要
第3回国連防災世界会議で11月5日を「世界津波の日」として制定された。11月5日は旧暦において稲むらの火の逸話の起きた日とされている。